# Озеро страха: Анаконда
«Озеро страха: Анаконда» (англ. Lake Placid vs. Anaconda, он же «Озеро страха 5» и «Анаконда 5») — американский телевизионный фильм ужасов режиссёра А. Б. Стоуна с Корином Немеком, Янси Батлер и Робертом Инглундом в главных ролях.
Премьера фильма состоялась 25 апреля 2015 года на канале Syfy. Это кроссовер между серией фильмов Анаконда и серией фильмов Озеро страха, а также пятая часть в обеих соответствующих сериях.
За ним следует Озеро страха: Наследие (в серии Озеро страха) и Анаконда (в серии Анаконда).

## Сюжет
Пережив нападение в Озере страха 4: Последняя глава, Джим Бикерман из-за травм остался с повязкой на глазу, крюком и деревянной ногой. Работая в Блэк-Лейк, штат Мэн, с другим наемником по имени Бич, они поймали самку гигантского крокодила. Они несут его обратно в свой грузовик, где двое ученых скрестили его кровь с самкой гигантской анаконды, чтобы усовершенствовать сыворотку кровавой орхидеи. Однако крокодил убегает, убивая ученого и освобождая женщину и двух самцов анаконды, прежде чем грузовик взорвется. Взрыв разрушает часть электрического забора, удерживающего крокодилов в Черном озере. Бич, Бикерман и один оставшийся ученый выживают. Также убегает небольшая группа крокодилов. Крокодилы ищут пищу, и один убивает Дафну Мейлер и ее парня, а другой убивает оставшегося ученого, а несколько маленьких крокодилов убивают браконьера. В конце концов крокодилы вместе с анакондами направляются к близлежащему Ясному озеру. Шериф Реба вызывает офицера Службы охраны рыбных ресурсов и диких животных США Уилла Талли Талла, чтобы тот помог вернуть сбежавших крокодилов. Тем временем группа девушек из студенческого общества из Дельта Гамма, возглавляемая Тиффани и Эмбер, и два мальчика из братства из Сигма Фи, Бретт и Эндрю, прибывают в Клир Лейк, чтобы инициализировать некоторых новых членов, включая дочь Марго и Талли, Бетани. Крокодилы пируют на девушках из женского общества вместе с Эмбер, Бреттом, Эндрю и Хизер. Выжившие бегут в лес, чтобы добраться до машин. Однако девушки оставили ключи на пляже. Но крокодилы нападают на студентов. Одна из девочек, Кэсси, выбегает из машины Дженнифер, но ее съедает крокодил. Машину Тиффани раздавила анаконда, а Дженнифер все еще внутри. Крокодил убивает Тиффани, остальные убегают. Помощник шерифа Фергюсон обнаруживает одну из выживших девушек из женского общества, прячущуюся на лодке. Травмированная девочка Мелисса попадает в больницу, а Талли и Реба продолжают поиски Бетани. Чистое озеро эвакуировано Фергюсоном. Сара Мердок, дочь покойного Питера «Джей Ди». Мердок и генеральный директор Wexel Hall Corporation в Нью-Йорке возглавляет команду из себя, Бич, Бикермана и двух наемников и отправляется поймать самку анаконды, прежде чем она откладывает яйца. Однако на одного из наемников нападает крокодил, и Бич вынужден застрелить их обоих. Талли и Реба подвергаются нападению крокодила, который, в свою очередь, подвергается нападению анаконды, которая раздавливает крокодила до тех пор, пока тот не взорвется. Затем анаконда убегает. Группа Сары крадет лодку, но Бикерман падает, и крокодил утаскивает его под воду. После приземления другого наемника убивает анаконда. Талли и Реба убивают другую анаконду и спасают Бетани, Марго и Джейн. Они перегруппировываются вместе с Фергюсоном, пока не прибудут Сара и Бич. Они обнаруживают двух крокодилов, поедающих самца анаконды. Появляется анаконда-самка и убивает крокодила, а крокодил бросает анаконду-самца в вертолет, в котором находится команда Сары по эвакуации, в результате чего тот разбивается. Самка анаконды убивает крокодила и заживо ест Бич, который жертвует своей жизнью, взорвав гранату и убив анаконду, проглотившую его. Сару арестовывают, и Бикерман выходит из озера, маниакально смеясь. Фильм заканчивается рассказом о гнезде из яиц, отложенных самкой анаконды. Один вылупляется, чтобы показать детеныша анаконды с крокодилоподобными атрибутами.

## В ролях
| Актёр             | Роль                     |
| ----------------- | ------------------------ |
| Корин Немек       | егерь Уилл Талли         |
| Янси Батлер       | шериф Реба               |
| Роберт Инглунд    | охотник Джим Бикерман    |
| Скай Лаури        | дочь егеря Бетани Талл   |
| Стивен Биллингтон | наёмник Бич              |
| Анабель Райт      | Сара Мёрдок              |
| Оливер Уолкер     | помощник шерифа Фергюсон |

## Съёмки
Съёмки проходили в Болгарии в декабре 2013 года.

## Выпуск
Фильм был выпущен на DVD и на ТВ 4 августа 2015 года.

## Приём
Фильм получил в целом негативные отзывы критиков. Тим Брайтон из «Alternate Ending» дал фильму 2 балла из 5. Феликс Васкес из Cinema-crazed.com, несмотря на низкие ожидания, фильм не понравился. Он пишет: «По большей части фильм преуспевает в дрянных ужастиках категории «настолько плохо, что это хорошо», со множеством раздражающих персонажей, получающих по заслугам. Мне просто хотелось бы, чтобы по ходу фильма было больше брызг, чтобы раскрасить фильм».